# LoveLive! Series 9th Anniversary ラブライブ!フェス
- ラブライブ!シリーズ
  - ラブライブ! > μ's > LoveLive! Series 9th Anniversary ラブライブ!フェス
  - ラブライブ!サンシャイン!!
    - Aqours > LoveLive! Series 9th Anniversary ラブライブ!フェス
    - Saint Snow > LoveLive! Series 9th Anniversary ラブライブ!フェス

  - ラブライブ!虹ヶ咲学園スクールアイドル同好会 > 虹ヶ咲学園スクールアイドル同好会 > LoveLive! Series 9th Anniversary ラブライブ!フェス

『LoveLive! Series 9th Anniversary ラブライブ！フェス』（ラブライブ！ シリーズ ナインス アニバーサリー ラブライブ フェス）は、2020年9月9日にLantisより発売されたラブライブ!シリーズの映像作品。同年1月18日・19日に開催された同名のライブの模様が収録されている。

## リリース
ラブライブ!シリーズ9周年を記念した企画の一環で、2019年5月30日に開催が発表された。「ラブライブ!」よりμ's、「ラブライブ!サンシャイン!!」よりAqoursおよびSaint Snow、「ラブライブ!虹ヶ咲学園スクールアイドル同好会」より虹ヶ咲学園スクールアイドル同好会が出演している。各作品のスクールアイドルが集う合同ライブを開催するのは初めてのことであり、μ'sの出演するライブイベントとしては約3年ぶりとなった。本公演開催直後から本格的に流行した新型コロナウイルスの影響により、Aqoursや虹ヶ咲学園スクールアイドル同好会は1月にして2020年内最後の観客動員公演となった。
各作品のライブビデオのように各日公演の個別販売やDVDの販売はなく、両日の公演が収録されたBlu-ray4枚組の『〜Blu-ray Memorial BOX』のみ販売されている。
ただし、Aqoursおよび虹ヶ咲学園スクールアイドル同好会の映像作品に収録されているメイキング映像は、μ's側の方針により一切収録されていない。

## 収録内容

### 本編（Day1）

#### Disc1
1. 未体験HORIZON - Aqours
2. TOKIMEKI Runners - 虹ヶ咲学園スクールアイドル同好会
3. 夢への一歩 - 上原歩夢
4. ドキピポ☆エモーション - 天王寺璃奈
5. 眠れる森に行きたいな - 近江彼方
6. Starlight - 朝香果林
7. Love U my friends - 虹ヶ咲学園スクールアイドル同好会
8. 元気全開DAY! DAY! DAY! - CYaRon！
9. P.S.の向こう側 - CYaRon！
10. GALAXY HidE and SeeK - AZALEA
11. LONELY TUNING - AZALEA
12. コワレヤスキ - Guilty Kiss
13. Guilty!? Farewell party - Guilty Kiss

#### Disc2
1. SELF CONTROL!! - Saint Snow
2. Believe again - Saint Snow
3. 届かない星だとしても - Aqours
4. MIRAI TICKET - Aqours
5. 青空Jumping Heart - Aqours
6. 恋になりたいAQUARIUM - Aqours
7. 君のこころは輝いてるかい? - Aqours
8. 僕らのLIVE 君とのLIFE - μ’s
9. 僕らは今のなかで - μ’s
10. No brand girls - μ’s
11. START:DASH!! - μ’s
12. それは僕たちの奇跡 - μ’s
13. ユメノトビラ - μ’s
14. KiRa-KiRa Sensation! - μ’s
15. Snow halation - μ’s

### 本編（Day2）

#### Disc1
1. 未体験HORIZON - Aqours
2. TOKIMEKI Runners - 虹ヶ咲学園スクールアイドル同好会
3. あなたの理想のヒロイン - 桜坂しずく
4. Evergreen - エマ・ヴェルデ
5. ダイアモンド - 中須かすみ
6. めっちゃGoing!! - 宮下 愛
7. CHASE! - 優木せつ菜
8. Love U my friends - 虹ヶ咲学園スクールアイドル同好会
9. 近未来ハッピーエンド - CYaRon！
10. 夜空はなんでも知ってるの? - CYaRon！
11. トリコリコPLEASE!! - AZALEA
12. ときめき分類学 - AZALEA
13. Guilty Eyes Fever - Guilty Kiss
14. Guilty Night, Guilty Kiss! - Guilty Kiss

#### Disc2
1. SELF CONTROL!! - Saint Snow
2. Believe again - Saint Snow
3. 僕らのLIVE 君とのLIFE - μ’s
4. 僕らは今のなかで - μ’s
5. No brand girls - μ’s
6. START:DASH!! - μ’s
7. それは僕たちの奇跡 - μ’s
8. ユメノトビラ - μ’s
9. KiRa-KiRa Sensation！ - μ’s
10. Snow halation - μ’s
11. 届かない星だとしても - Aqours
12. WATER BLUE NEW WORLD - Aqours
13. 未来の僕らは知ってるよ - Aqours
14. HAPPY PARTY TRAIN - Aqours
15. 君のこころは輝いてるかい？ - Aqours

## トピックス
- μ'sは本公演の為に制作された特別な衣装を着て、公演に臨んだ。公演から3年後となる2023年にテレビアニメ第1期放送10周年を迎えるにあたり、キャラクターのイラストが改めて描き下ろされた[4]。
- 当時Run Girls, Run!に所属していた林鼓子が本ライブを観覧した[5]。林はのちに、「ラブライブ！虹ヶ咲学園スクールアイドル同好会」の優木せつ菜役（2代目）を担当することとなる。
- 本公演の開催日が大学入試センター試験と重複したため、多くの受験生が参加を断念せざるを得なくなった。
- 2日目の終演後、シリーズ4作目となる新しいプロジェクトが発表された。これが後の「ラブライブ!スーパースター!!」である。

### ユニットメンバー
1. ↑  高坂穂乃果（新田恵海）、絢瀬絵里（南條愛乃）、南ことり（内田彩）、園田海未（三森すずこ）、星空凛（飯田里穂）、西木野真姫（Pile）、東條希（楠田亜衣奈）、小泉花陽（久保ユリカ）、矢澤にこ（徳井青空）
2. ↑  高海千歌（伊波杏樹）、桜内梨子（逢田梨香子）、松浦果南（諏訪ななか）、黒澤ダイヤ（小宮有紗）、渡辺曜（斉藤朱夏）、津島善子（小林愛香）、国木田花丸（高槻かなこ）、小原鞠莉（鈴木愛奈）、黒澤ルビィ（降幡愛）
3. ↑  鹿角聖良（田野アサミ）、鹿角理亞（佐藤日向）
4. ↑  上原歩夢（大西亜玖璃）、中須かすみ（相良茉優）、桜坂しずく（前田佳織里）、朝香果林（久保田未夢）、宮下愛（村上奈津実）、近江彼方（鬼頭明里）、優木せつ菜（楠木ともり）、エマ・ヴェルデ（指出毬亜）、天王寺璃奈（田中ちえ美）